# Zonitis longipalpis
Zonitis longipalpis es una especie de coleóptero de la familia Meloidae.

## Distribución geográfica
Habita en Australia.